# Province d'Iyo
Iyo (伊予国, いよのくに, Iyo no kuni) est une ancienne province du Japon qui se trouvait dans une région qui est aujourd'hui la préfecture d'Ehime, sur l'île de Shikoku. Iyo était entourée par les provinces d'Awa, Sanuki et Tosa.

Carte des anciennes provinces du Japon avec Iyo mise en évidence.

L'ancienne capitale provinciale était située près de la ville moderne d'Imabari. Pendant la période Sengoku, la province était divisée en plusieurs fiefs, le plus grand étant organisé autour du château de Matsuyama. La province a été brièvement unifiée par le clan Chosokabe, venant de la province voisine de Tosa.
Dans cette province est parlé un dialecte du japonais : l'iyo-ben.